# Троицкий район (Челябинская область)
Тро́ицкий райо́н — административно-территориальная единица (район) и одноимённое муниципальное образование (муниципальный район) в Челябинской области России.
Административный центр — город Троицк (не входит в состав района).

## География
Площадь территории 4 959 км².
Троицкий район граничит c:
- Чесменским районом,
- Октябрьским районом,
- Увельским районом,
- Пластовским районом.
- Уйским районом,
- Верхнеуральским районом Челябинской области,
- Карабалыкским районом Костанайской области Республики Казахстан.

## История
Освоение земель Южного Зауралья началось в первой половине XVIII века. В 1743 году для защиты юго-восточных границ Российской империи от набегов кочевников (киргиз-кайсацких племен) основали Уйскую пограничную линию. Строительством руководил Иван Иванович Неплюев. В том же году И. И. Неплюев заложил крепость Троицкую. По словам П. И. Рычкова «она по Оренбурге из всех новопостроенных крепостей может почесться за лучшую и люднейшую». Также были основаны опорные пункты: сторожевые форпосты (Стрелецкое, Волковское, Подгорное), редуты (Ключевский, Нижнесанарский), кордоны, пикеты, в которых несли сторожевую службу оренбургские казаки.
В течение XIX века активно продолжалось освоение нашей территории казаками, что было связано со строительством Новой пограничной линии. Возникшим здесь населённым пунктам давались названия, связанные с местами сражений и побед третьего Отделения Оренбургского казачьего войска в составе российских войск: Клястицк, Берлин.
В середине XIX века край стал заселяться крестьянами с Украины и центра России. Они, расселяясь группами, дали в знак памяти о родине названия сёлам Черноморка, Харьковский, Херсонский, Саратовский, Тамбовский.
2 мая 1784 года в Уфимском наместничестве был образован Троицкий уезд из поселений, прилегающих к Троицкой крепости, селений Верхнеуральского, Челябинского и др. уездов, с 1796 года с образованием Оренбургской губернии г. Троицк и Троицкий уезд вошли в её состав.
3 сентября 1919 года постановлением Президиума ВЦИК была образована Челябинская губерния, в которую вошёл Троицкий уезд. В 1922 году Троицкий уезд представлял 12 станиц, 196 сельских Советов. 3 ноября 1923 года была образована Уральская область, в её состав вошли 15 округов, включая Троицкий округ, состоящий из 12 районов (Троицкий уезд, большая часть Верхнеуральского уезда, части Челябинского уезда и Кустанайский уезд).
Постановлением Президиума Уральского облисполкома № 15 от 20 февраля 1924 года утверждён проект районирования, согласно которому 16 сельских советов и 151 населённый пункт образовали Троицкий район. 20 февраля 1924 года считается датой образования новой административно-территориальной единицы — Троицкий район.

## Население
| 2002    | 2005    | 2006    | 2007    | 2008    | 2009    | 2010    | 2011    |
| ------- | ------- | ------- | ------- | ------- | ------- | ------- | ------- |
| 33 816  | ↘30 426 | ↘29 790 | ↘29 165 | ↘28 778 | ↗30 974 | ↘28 059 | ↘28 022 |
| 2012    | 2013    | 2014    | 2015    | 2016    | 2017    | 2018    | 2019    |
| ↘27 822 | ↘27 400 | ↘26 789 | ↘26 240 | ↘26 040 | ↘25 736 | ↘25 354 | ↘24 895 |
| 2020    | 2021    | 2023    |         |         |         |         |         |
| ↘24 473 | ↘23 661 | ↘23 220 |         |         |         |         |         |

## Территориальное устройство
Троицкий район как административно-территориальная единица области делится на 14 сельсоветов. Троицкий муниципальный район, в рамках организации местного самоуправления, включает соответственно 14 муниципальных образований со статусом сельских поселений:
| №  | Муниципальное образование            | Административный центр | Количество населённых пунктов | Население (чел.) | Площадь (км²) |
| -- | ------------------------------------ | ---------------------- | ----------------------------- | ---------------- | ------------- |
| 1  | Белозерское сельское поселение       | село Белозеры          | 7                             | ↗1159            | 451,64        |
| 2  | Бобровское сельское поселение        | село Бобровка          | 4                             | ↘3588            | 218,98        |
| 3  | Дробышевское сельское поселение      | село Дробышево         | 11                            | ↘1490            | 379,31        |
| 4  | Карсинское сельское поселение        | село Карсы             | 3                             | ↘1613            | 310,00        |
| 5  | Ключевское сельское поселение        | село Ключевка          | 2                             | ↗1568            | 229,03        |
| 6  | Клястицкое сельское поселение        | село Клястицкое        | 6                             | ↘2098            | 106,17        |
| 7  | Кособродское сельское поселение      | посёлок Целинный       | 9                             | ↘2588            | 713,30        |
| 8  | Нижнесанарское сельское поселение    | село Нижняя Санарка    | 8                             | ↘1890            | 330,65        |
| 9  | Новомирское сельское поселение       | посёлок Новый Мир      | 2                             | ↘691             | 45,75         |
| 10 | Песчанское сельское поселение        | село Песчаное          | 2                             | ↗1556            | 189,93        |
| 11 | Родниковское сельское поселение      | посёлок Родники        | 6                             | ↗1806            | 333,31        |
| 12 | Троицко-Совхозное сельское поселение | посёлок Скалистый      | 8                             | ↘1295            | 337,57        |
| 13 | Шантаринское сельское поселение      | посёлок Шантарино      | 3                             | ↗568             | 218,50        |
| 14 | Яснополянское сельское поселение     | посёлок Ясные Поляны   | 3                             | ↗1654            | 94,54         |

29 июня 2001 года были упразднены Бобровский, Дробышевский, Кособродский, Ключевский, Клястицкий, Родниковский, Степнинский, Троицко-Совхозный, Чернореченский и Яснополянский сельсоветы.
В 2014 году упразднено Чернореченское сельское поселение. Населённые пункты вошли в Кособродское сельское поселение.

### Населённые пункты
В Троицком районе 71 населённый пункт.
| №  | Населённый пункт  | Тип                          | Население | Муниципальное образование            |
| -- | ----------------- | ---------------------------- | --------- | ------------------------------------ |
| 1  | Белозеры          | село                         | ↘771      | Белозерское сельское поселение       |
| 2  | Белокаменка       | посёлок                      | ↘106      | Нижнесанарское сельское поселение    |
| 3  | Белоключевка      | посёлок                      | ↘258      | Троицко-Совхозное сельское поселение |
| 4  | Березники         | посёлок                      | ↗247      | Бобровское сельское поселение        |
| 5  | Берлин            | посёлок                      | ↘613      | Нижнесанарское сельское поселение    |
| 6  | Бобровка          | село                         | ↘3411     | Бобровское сельское поселение        |
| 7  | Бугристое         | посёлок                      | ↗183      | Бобровское сельское поселение        |
| 8  | Бурханкуль        | деревня                      | ↘214      | Белозерское сельское поселение       |
| 9  | Воробьёвка        | деревня                      | ↘3        | Родниковское сельское поселение      |
| 10 | Дачный            | посёлок                      | ↘105      | Кособродское сельское поселение      |
| 11 | Дробышево         | село                         | ↘524      | Дробышевское сельское поселение      |
| 12 | Дубровка          | деревня                      | ↘72       | Белозерское сельское поселение       |
| 13 | Епанишниково      | деревня                      | ↘189      | Белозерское сельское поселение       |
| 14 | Иванково          | посёлок                      | ↘13       | Дробышевское сельское поселение      |
| 15 | Искра             | посёлок                      | ↘107      | Троицко-Совхозное сельское поселение |
| 16 | Кадымцево         | село                         | ↘558      | Карсинское сельское поселение        |
| 17 | Каменка           | посёлок                      | ↘83       | Кособродское сельское поселение      |
| 18 | Каменная Речка    | посёлок                      | ↘642      | Ключевское сельское поселение        |
| 19 | Каменная Санарка  | посёлок                      | ↘366      | Кособродское сельское поселение      |
| 20 | Карабаново        | посёлок                      | ↗315      | Карсинское сельское поселение        |
| 21 | Каракулька        | посёлок                      | ↘342      | Песчанское сельское поселение        |
| 22 | Карсы             | село                         | ↘1030     | Карсинское сельское поселение        |
| 23 | Кварцитный        | посёлок                      | ↘711      | Бобровское сельское поселение        |
| 24 | Ключевка          | село                         | ↘1157     | Ключевское сельское поселение        |
| 25 | Клястицкое        | село                         | ↗1245     | Клястицкое сельское поселение        |
| 26 | Кособродка        | село                         | ↘348      | Кособродское сельское поселение      |
| 27 | Краснооктябрьский | посёлок                      | ↘88       | Родниковское сельское поселение      |
| 28 | Крахалевка        | посёлок                      | ↘23       | Троицко-Совхозное сельское поселение |
| 29 | Кумысное          | посёлок остановочного пункта | ↗84       | Клястицкое сельское поселение        |
| 30 | Кумысное          | посёлок                      | ↘302      | Клястицкое сельское поселение        |
| 31 | Лагерный          | посёлок                      | ↘248      | Родниковское сельское поселение      |
| 32 | Лебедевка         | посёлок                      | ↘200      | Клястицкое сельское поселение        |
| 33 | Логовой           | посёлок                      | ↘152      | Троицко-Совхозное сельское поселение |
| 34 | Ляпино            | посёлок                      | ↗111      | Яснополянское сельское поселение     |
| 35 | Метличье          | посёлок                      | ↘134      | Дробышевское сельское поселение      |
| 36 | Морозкино         | посёлок                      | ↗503      | Дробышевское сельское поселение      |
| 37 | Неверово          | посёлок                      | ↘21       | Дробышевское сельское поселение      |
| 38 | Нижняя Санарка    | село                         | ↘994      | Нижнесанарское сельское поселение    |
| 39 | Новый Мир         | посёлок                      | ↘697      | Новомирское сельское поселение       |
| 40 | Озеро-Сосновка    | деревня                      | ↘48       | Белозерское сельское поселение       |
| 41 | Опытный           | посёлок                      | ↗78       | Дробышевское сельское поселение      |
| 42 | Осиповка          | посёлок                      | ↘232      | Нижнесанарское сельское поселение    |
| 43 | Первомайка        | посёлок                      | ↘210      | Дробышевское сельское поселение      |
| 44 | Песчаное          | село                         | ↘1207     | Песчанское сельское поселение        |
| 45 | Плодовый          | посёлок                      | ↗506      | Клястицкое сельское поселение        |
| 46 | Подгорное         | село                         | ↘212      | Кособродское сельское поселение      |
| 47 | Полесье           | посёлок                      | ↘214      | Родниковское сельское поселение      |
| 48 | Репино            | посёлок                      | ↘177      | Кособродское сельское поселение      |
| 49 | Родники           | посёлок                      | ↘1089     | Родниковское сельское поселение      |
| 50 | Рытвино           | посёлок                      | ↘12       | Шантаринское сельское поселение      |
| 51 | Садовый           | посёлок                      | ↘125      | Троицко-Совхозное сельское поселение |
| 52 | Сары              | деревня                      | ↘157      | Шантаринское сельское поселение      |
| 53 | Сбитнево          | деревня                      | ↘79       | Белозерское сельское поселение       |
| 54 | Скалистый         | посёлок                      | ↘599      | Троицко-Совхозное сельское поселение |
| 55 | Сливной           | посёлок                      | ↘212      | Дробышевское сельское поселение      |
| 56 | Снежково          | посёлок                      | ↘282      | Троицко-Совхозное сельское поселение |
| 57 | Стрелецк          | посёлок                      | ↘212      | Кособродское сельское поселение      |
| 58 | Суналы            | посёлок                      | ↘54       | Дробышевское сельское поселение      |
| 59 | Тогузак           | посёлок                      | ↘224      | Родниковское сельское поселение      |
| 60 | Травянка          | село                         | ↘238      | Дробышевское сельское поселение      |
| 61 | Уварово           | посёлок                      | ↘109      | Новомирское сельское поселение       |
| 62 | Уйско-Санарский   | посёлок                      | ↘97       | Троицко-Совхозное сельское поселение |
| 63 | Уразаевский       | посёлок                      | ↘335      | Нижнесанарское сельское поселение    |
| 64 | Херсонский        | посёлок                      | ↘179      | Нижнесанарское сельское поселение    |
| 65 | Целинный          | посёлок                      | ↘1221     | Кособродское сельское поселение      |
| 66 | Черноморка        | посёлок                      | ↘22       | Дробышевское сельское поселение      |
| 67 | Черноречье        | посёлок                      | ↘559      | Кособродское сельское поселение      |
| 68 | Чкалова           | посёлок                      | ↘140      | Нижнесанарское сельское поселение    |
| 69 | Шантарино         | посёлок                      | ↘473      | Шантаринское сельское поселение      |
| 70 | Ягодный           | посёлок                      | ↗21       | Нижнесанарское сельское поселение    |
| 71 | Ясные Поляны      | посёлок                      | ↘1566     | Яснополянское сельское поселение     |

Исчезнувшие населённые пункты
Карский, Лучи, Мельничный, Шевченко, Штанное

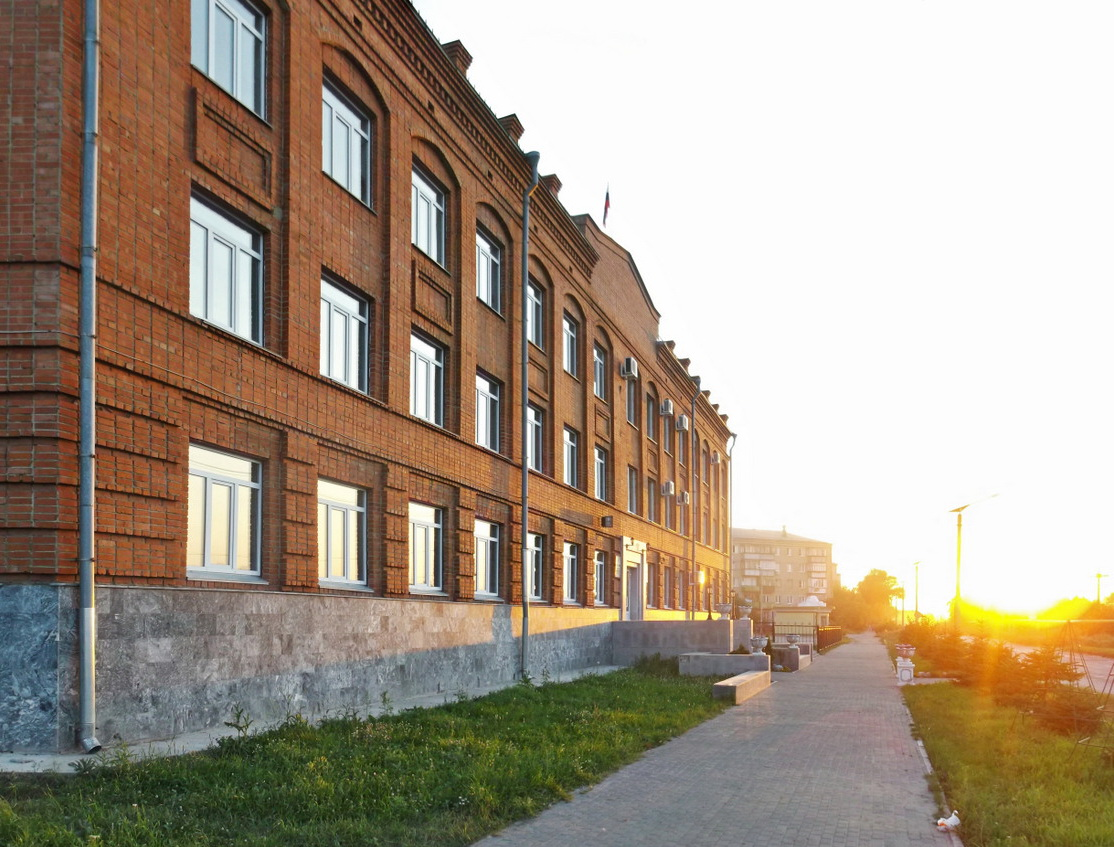
Здание администрации Троицкого муниципального района, Троицк

## Органы власти
Собрание депутатов Троицкого муниципального района: 24 депутата избираемые по одномандатным округам.

## Экономика
Экономика базируется на сельском хозяйстве, имеются месторождения строительного песка. Сельскохозяйственное производство насчитывает 19 коллективных сельскохозяйственных предприятий, 143 крестьянско-фермерских хозяйства. Промышленный комплекс Троицкого района представлен двумя крупными предприятиями: АО "Бобровский завод ЖБК «Энергия» (село Бобровка), ООО «Бобровский кварцитный карьер» (поселок Кварцитный).

## Образование
В районе находится 17 средних школ, 6 общих школ, 18 детских садов, в селе Белокаменка начальная школа- детский сад, а также 2 учреждения дополнительного образования.

## Гимн Троицкого района
Слова Р. Федорищевой
Музыка М. Лосевой
Белые березы в поднебесной сини,
Божьими перстами свыше осенен,
Он свои просторы крыльями раскинул,
На Урале Южном Троицкий район.
Славься и здравствуй,
Крепни, расцветай,
Край благодатный
Троицкий край.
Нива золотая колосом качает,
На полях комбайны, словно корабли,
Нет милее края, нет светлее края,
Сердце нет дороже Троицкой земли.
Славься и здравствуй,
Крепни, расцветай,
Край благодатный
Троицкий край.
Сберегли отчизну, честь ее и славу,
От корней казачьих до степных орлов.
Выросли станицы, крепкие заставы,
Испокон учили мужеству сынов.
Славься и здравствуй,
Крепни, расцветай,
Край благодатный
Троицкий край.